# ویلیامزپورت (تنسی)
ویلیامزپورت (به انگلیسی: Williamsport) یک منطقهٔ مسکونی در ایالات متحده آمریکا است که در شهرستان موری، تنسی واقع شده‌است. ویلیامزپورت ۱۹۱٫۱۱ متر بالاتر از سطح دریا واقع شده‌است.